# Amphidrina sabulosa
Amphidrina sabulosa là một loài bướm đêm trong họ Noctuidae.